# Michelsberg (Schwalmstadt)
Michelsberg ist ein Stadtteil von Schwalmstadt im nordhessischen Schwalm-Eder-Kreis.

## Geographie
Der Ort liegt etwa sieben Kilometer nördlich von Treysa bzw. Ziegenhain sowie etwa 18 Kilometer südwestlich von Homberg (Efze) und etwa 15 Kilometer südlich von Borken.
Er liegt auf etwa 220 m ü. NN (an der Kirche) am Fuße seines „Hausberges“ Landsburg in einem kleinen Seitental der Gers, einem rechten Nebenfluss der in der Nähe vorbeifließenden Schwalm.

## Geschichte

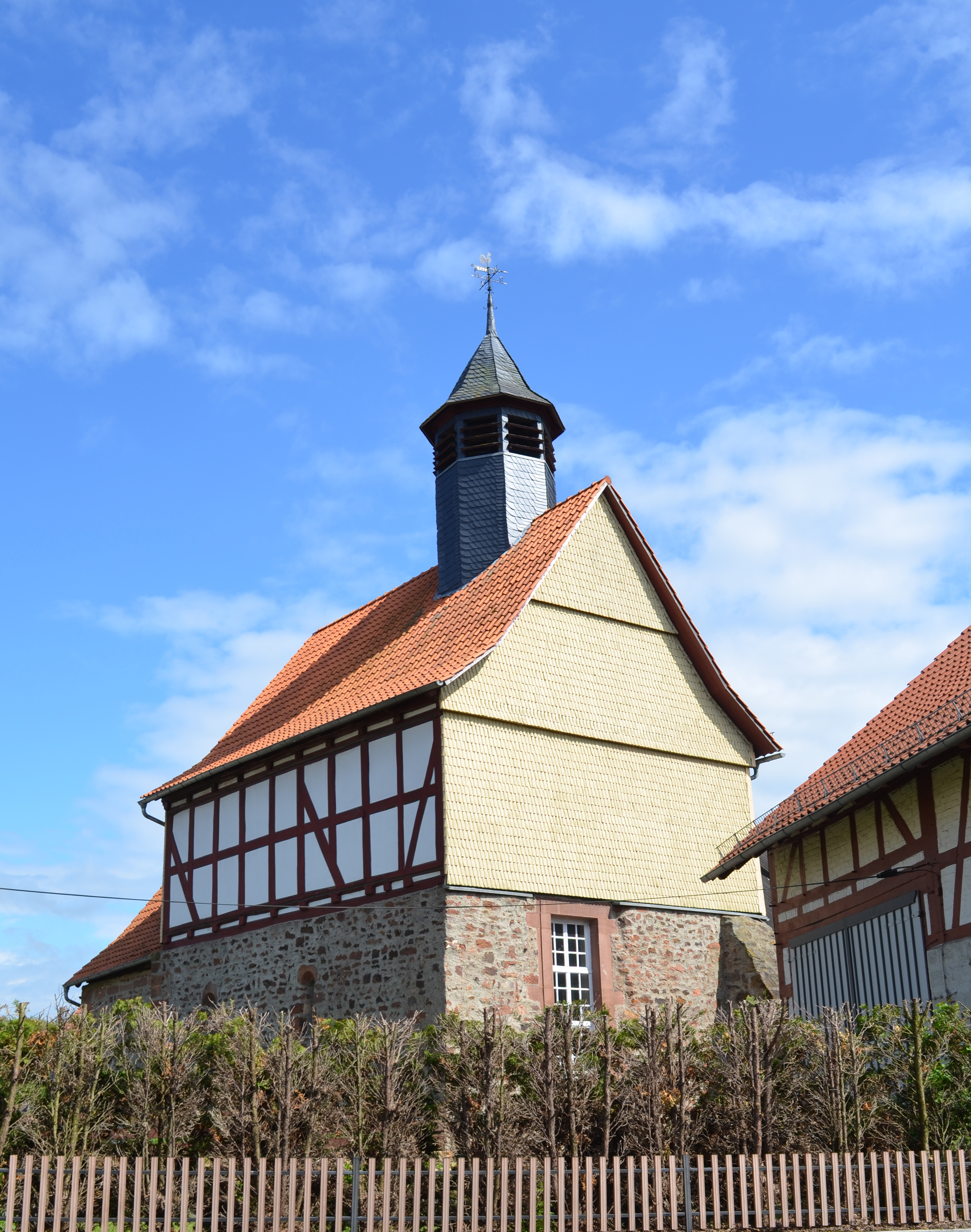
Kirche

### Ortsgeschichte
Die älteste bekannte schriftliche Erwähnung von Michelsberg erfolgte unter dem Namen de Michelsbergc im Jahr 1256 in einer Urkunde des Klosters Immichenhain.
Die Dorfkirche war ursprünglich ein romanischer Saalbau und ist daher wohl in der Mitte des 12. Jahrhunderts entstanden. Sie gehört damit zu den ältesten Kirchen in der Umgebung. Es ist daher anzunehmen, dass das Dorf um einiges älter ist.
Auf dem nahegelegenen Gerstenberg errichtete Graf Johann I. von Ziegenhain 1343 eine Festung, die Landsburg. Sie diente als Schutz gegen die mainzische Burg Jesberg. Der Gerstenberg war bereits in der keltischen Zeit besiedelt, als dort eine Fliehburg stand. Die Landsburg wechselte nach 1450, dem Ende der Grafschaft Ziegenhain, mehrmals den Besitzer, ehe sie 1544 wieder endgültig Teil der Landgrafschaft Hessen wurden. Nach Streitigkeiten verfiel die Burg jedoch noch im selben Jahrhundert. Doch dem ehemaligen Gerstenberg gibt sie bis heute ihren Namen. Die Landsburg gehört heute zur Gemarkung von Michelsberg.
Im Dreißigjährigen Krieg erfuhr Michelsberg eine große Zerstörung, viele Häuser wurden vernichtet und die Zahl der Dorfbewohner stark dezimiert. Nur langsam konnte sich das Dorf von diesem schweren Schicksalsschlag erholen.
Bedeutung erlangte Michelsberg schon sehr früh durch sein Töpferhandwerk und seine Ziegelproduktion, was auf die reichlich vorhandenen Tonvorkommen in der näheren Umgebung zurückgeht. Zur Hochzeit dieses Handwerks lebten fast 70 Prozent der Einwohner von diesem Erwerbszweig. 1905 schloss der letzte Töpferofen.
Ein anderer Michelsberger Bodenschatz, das Basaltgestein der Landsburg, wurde im Laufe des 20. Jahrhunderts zu einer wichtigen Erwerbsquelle für den Ort. Bis heute ist der Michelsberger Basalt sowohl auf Baustellen als auch in der modernen Kunst ein bekannter Begriff.
Zu Beginn der 1990er Jahre wurde Michelsberg in das Dorferneuerungsprogramm aufgenommen, infolge dessen einige größere bauliche Veränderungen im Dorf vorgenommen worden sind.
Hessische Gebietsreform (1970–1977)
Zum 1. August 1972 verlor die bis dahin selbständige Gemeinde Michelsberg im Zuge der Gemeindereform ihre politische Eigenständigkeit und wurde in die Stadt Schwalmstadt als Stadtteil eingegliedert. Für alle ehemals eigenständigen Städte und Gemeinden von Schwalmstadt wurde je ein Ortsbezirk mit Ortsbeirat und Ortsvorsteher nach der Hessischen Gemeindeordnung gebildet.

### Verwaltungsgeschichte im Überblick
Die folgende Liste zeigt die Staaten und Verwaltungseinheiten, denen Michelsberg angehört(e):
- vor 1450: Heiliges Römisches Reich, Grafschaft Ziegenhain, (Gericht auf den Wasen)
- ab 1450: Heiliges Römisches Reich, Landgrafschaft Hessen, Amt Ziegenhain
- ab 1567: Heiliges Römisches Reich, Landgrafschaft Hessen-Kassel, Amt Ziegenhain[7]
- 1623–1636: Heiliges Römisches Reich, Landgrafschaft Hessen-Darmstadt (Pfandschaft), Amt Ziegenhain
- ab 1806: Landgrafschaft Hessen-Kassel,[Anm. 2] Amt Ziegenhain, Grafschaft Ziegenhain, Amt Ziegenhain
- 1807–1813: Königreich Westphalen,[Anm. 3] Departement der Werra, Distrikt Hersfeld, Kanton Frielendorf
- ab 1814: Kurfürstentum Hessen,[Anm. 4] Grafschaft Ziegenhain, Amt Ziegenhain[8]
- ab 1821/22: Kurfürstentum Hessen, Provinz Oberhessen, Kreis Ziegenhain[9][Anm. 5]
- ab 1848: Kurfürstentum Hessen, Bezirk Fritzlar
- ab 1851: Kurfürstentum Hessen, Provinz Oberhessen, Kreis Ziegenhain
- ab 1867: Königreich Preußen,[Anm. 6] Provinz Hessen-Nassau, Regierungsbezirk Kassel, Kreis Ziegenhain
- ab 1871: Deutsches Reich, Königreich Preußen, Provinz Hessen-Nassau, Regierungsbezirk Kassel, Kreis Ziegenhain
- ab 1918: Deutsches Reich (Weimarer Republik), Freistaat Preußen, Provinz Hessen-Nassau, Regierungsbezirk Kassel, Kreis Ziegenhain
- ab 1944: Deutsches Reich, Freistaat Preußen, Provinz Kurhessen, Landkreis Ziegenhain
- ab 1945: Amerikanische Besatzungszone,[Anm. 7] Groß-Hessen, Regierungsbezirk Kassel, Landkreis Ziegenhain
- ab 1946: Amerikanische Besatzungszone, Hessen, Regierungsbezirk Kassel, Landkreis Ziegenhain
- ab 1949: Bundesrepublik Deutschland, Hessen, Regierungsbezirk Kassel, Landkreis Ziegenhain
- ab 1972: Bundesrepublik Deutschland, Hessen, Regierungsbezirk Kassel, Landkreis Ziegenhain, Stadt Schwalmstadt[Anm. 8]
- ab 1974: Bundesrepublik Deutschland, Hessen, Regierungsbezirk Kassel, Schwalm-Eder-Kreis, Stadt Schwalmstadt

## Bevölkerung

### Einwohnerstruktur 2011
Nach den Erhebungen des Zensus 2011 lebten am Stichtag, dem 9. Mai 2011, in Michelsberg 246 Einwohner.
Nach dem Lebensalter waren 45 Einwohner unter 18 Jahren, 90 zwischen 18 und 49, 51 zwischen 50 und 64 und 63 Einwohner waren älter. Die Einwohner lebten in 102 Haushalten. Davon waren 30 Singlehaushalte, 24 Paare ohne Kinder und 33 Paare mit Kindern, sowie 9 Alleinerziehende und 3 Wohngemeinschaften. In 27 Haushalten lebten ausschließlich Senioren und in 57 Haushaltungen lebten keine Senioren.

### Einwohnerentwicklung
| Quelle: Historisches Ortslexikon |                                |
| • 1502:                          | 18 Männer.                     |
| • 1585:                          | 25 Hausgesesse                 |
| • 1639:                          | 1 Bauer, 13 Einzelne, 2 Witwen |
| • 1681:                          | 9 Hausgesesse, 1 Ausschuss.    |
| • 1747:                          | 1747: 30 Haushaltungen         |
| • 1782: 36                       | Wohnhäuser, 117 Einwohner.     |

| Michelsberg: Einwohnerzahlen von 1782 bis 2024 | Michelsberg: Einwohnerzahlen von 1782 bis 2024 | Michelsberg: Einwohnerzahlen von 1782 bis 2024 | Michelsberg: Einwohnerzahlen von 1782 bis 2024 | Michelsberg: Einwohnerzahlen von 1782 bis 2024 |
| --- | ---------------------------------------------- | ---------------------------------------------- | ---------------------------------------------- | ---------------------------------------------- |
| Jahr |                                                |                                                |                                                | Einwohner                                      |
| 1782 | 1782                                           |                                                | 117                                            | 117                                            |
| 1800 | 1800                                           |                                                | ?                                              | ?                                              |
| 1834 | 1834                                           |                                                | 265                                            | 265                                            |
| 1840 | 1840                                           |                                                | 282                                            | 282                                            |
| 1846 | 1846                                           |                                                | 277                                            | 277                                            |
| 1852 | 1852                                           |                                                | 283                                            | 283                                            |
| 1858 | 1858                                           |                                                | 295                                            | 295                                            |
| 1864 | 1864                                           |                                                | 268                                            | 268                                            |
| 1871 | 1871                                           |                                                | 254                                            | 254                                            |
| 1875 | 1875                                           |                                                | 274                                            | 274                                            |
| 1885 | 1885                                           |                                                | 294                                            | 294                                            |
| 1895 | 1895                                           |                                                | 262                                            | 262                                            |
| 1905 | 1905                                           |                                                | 288                                            | 288                                            |
| 1910 | 1910                                           |                                                | 287                                            | 287                                            |
| 1925 | 1925                                           |                                                | 290                                            | 290                                            |
| 1939 | 1939                                           |                                                | 299                                            | 299                                            |
| 1946 | 1946                                           |                                                | 430                                            | 430                                            |
| 1950 | 1950                                           |                                                | 418                                            | 418                                            |
| 1956 | 1956                                           |                                                | 334                                            | 334                                            |
| 1961 | 1961                                           |                                                | 335                                            | 335                                            |
| 1967 | 1967                                           |                                                | 325                                            | 325                                            |
| 1980 | 1980                                           |                                                | ?                                              | ?                                              |
| 1990 | 1990                                           |                                                | ?                                              | ?                                              |
| 2000 | 2000                                           |                                                | ?                                              | ?                                              |
| 2011 | 2011                                           |                                                | 246                                            | 246                                            |
| 2016 | 2016                                           |                                                | 266                                            | 266                                            |
| 2021 | 2021                                           |                                                | 242                                            | 242                                            |
| 2024 | 2024                                           |                                                | 235                                            | 235                                            |
| Datenquelle: Historisches Gemeindeverzeichnis für Hessen: Die Bevölkerung der Gemeinden 1834 bis 1967. Wiesbaden: Hessisches Statistisches Landesamt, 1968. Weitere Quellen: LAGIS; Stadt Schwalmstadt; Zensus 2011 |                                                |                                                |                                                |                                                |

### Historische Erwerbstätigkeit
| Quelle: Historisches Ortslexikon | |
| • 1782:                          | 2 Schneider, 1 Wagner, 2 Schmiede, 2 Leineweber, 23 Töpfer und Ziegler, 1 Branntweinschenker, 2 Tagelöhner, 1 Lohnschäfer         |
| • 1838:                          | Familien: 25 Ackerbau, 13 Gewerbe, 12 Tagelöhner.                                                                                 |
| • 1961:                          | Erwerbspersonen: 89 Land- und Forstwirtschaft, 59 produzierendes Gewerbe, 18 Handel und Verkehr, 9 Dienstleistungen und Sonstiges |

### Historische Religionszugehörigkeit
| Quelle: Historisches Ortslexikon |                                                                     |
| • 1861:                          | 286 evangelisch-reformierte Einwohner                               |
| • 1885:                          | 293 evangelische (= 99,66 %), ein katholischer (= 0,34 %) Einwohner |
| • 1961:                          | 322 evangelische (= 96,12 %), 11 katholische (= 3,28 %) Einwohner   |

## Politik
Ortsbeirat
Für Michelsberg besteht ein Ortsbezirk (Gebiete der ehemaligen Gemeinde Michelsberg) mit Ortsbeirat und Ortsvorsteher nach der Hessischen Gemeindeordnung.
Der Ortsbeirat besteht aus fünf Mitgliedern. Bei den Kommunalwahlen in Hessen 2021 betrug die Wahlbeteiligung zum Ortsbeirat 78,33 %.
Es ergab sich folgende Sitzverteilung:
| Parteien und Wählergemeinschaften | Parteien und Wählergemeinschaften           | Anteil in % | Sitze |
| --------------------------------- | ------------------------------------------- | ----------- | ----- |
| CDU                               | Christlich Demokratische Union Deutschlands | 55,61       | 3     |
| SPD                               | Sozialdemokratische Partei Deutschlands     | 44,39       | 2     |
| gesamt                            | gesamt                                      | 100,0       | 5     |

Mitglieder (April 2021)

Ortsvorsteher: Andreas Göbel (CDU)

Stellv. Ortsvorsteher: Günther Kirchhoff (SPD)

Regina Haust (CDU)

Horst Köhler (CDU)

Henning Pfannkuch (SPD)

Schriftführer: Eva-Maria Haust (CDU) (nicht stimmberechtigt)

## Sehenswürdigkeiten und Kulturdenkmäler
Der Ortskern rund um die kleine Kirche ist durch eine Vielzahl von Fachwerkhäusern geprägt.

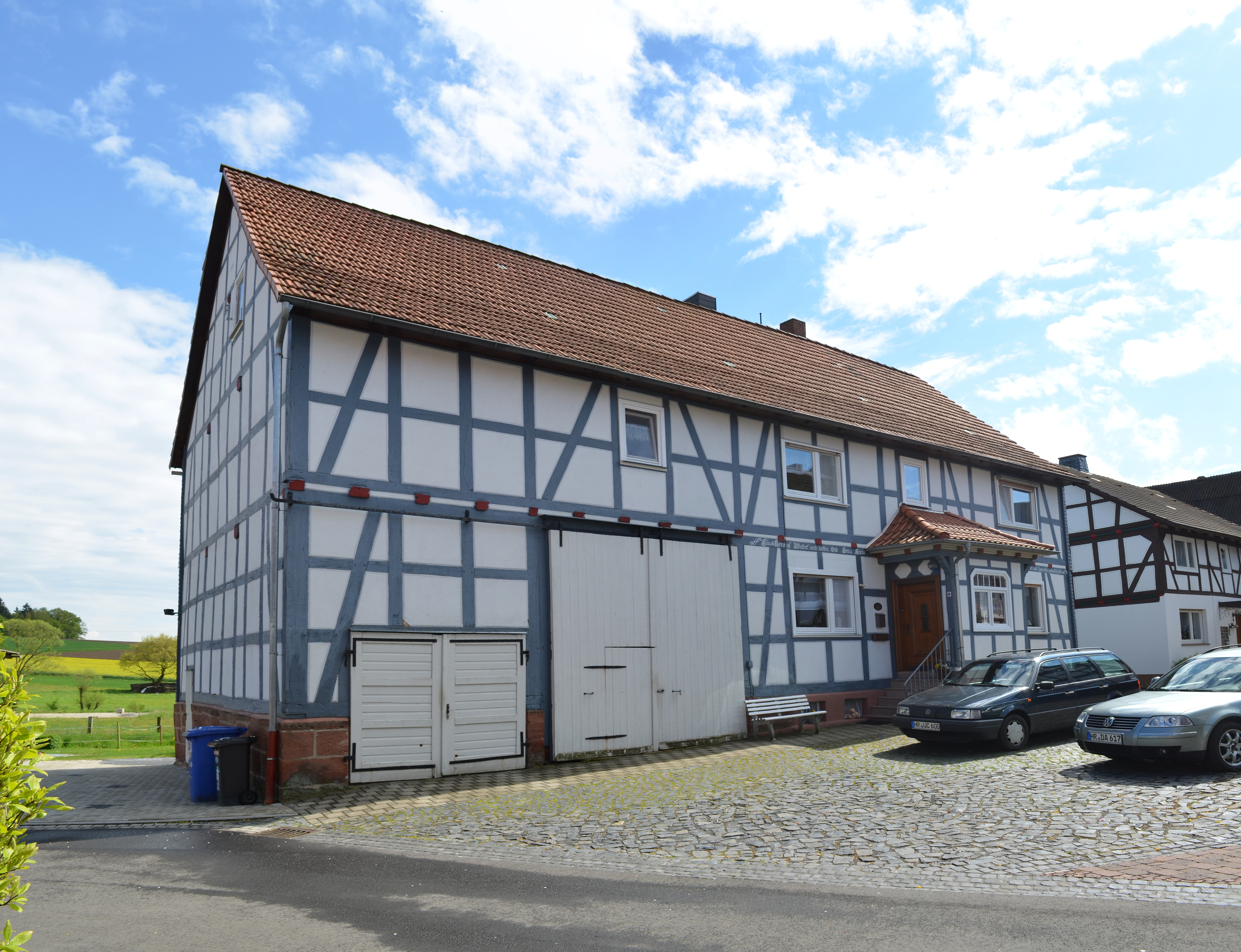
Fachwerkhaus Am Kirchrain 8
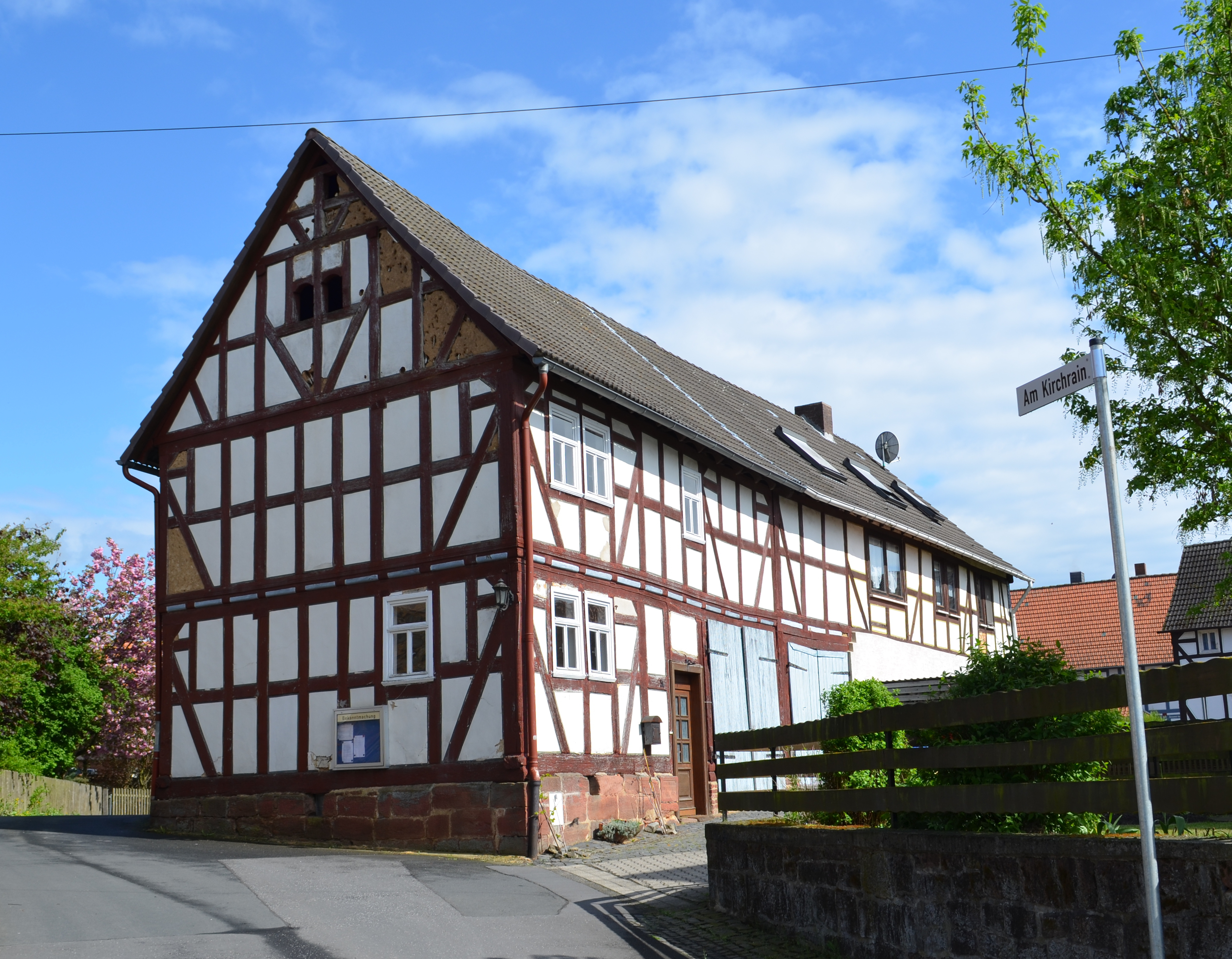
Fachwerkhaus An der Landsburg 5b
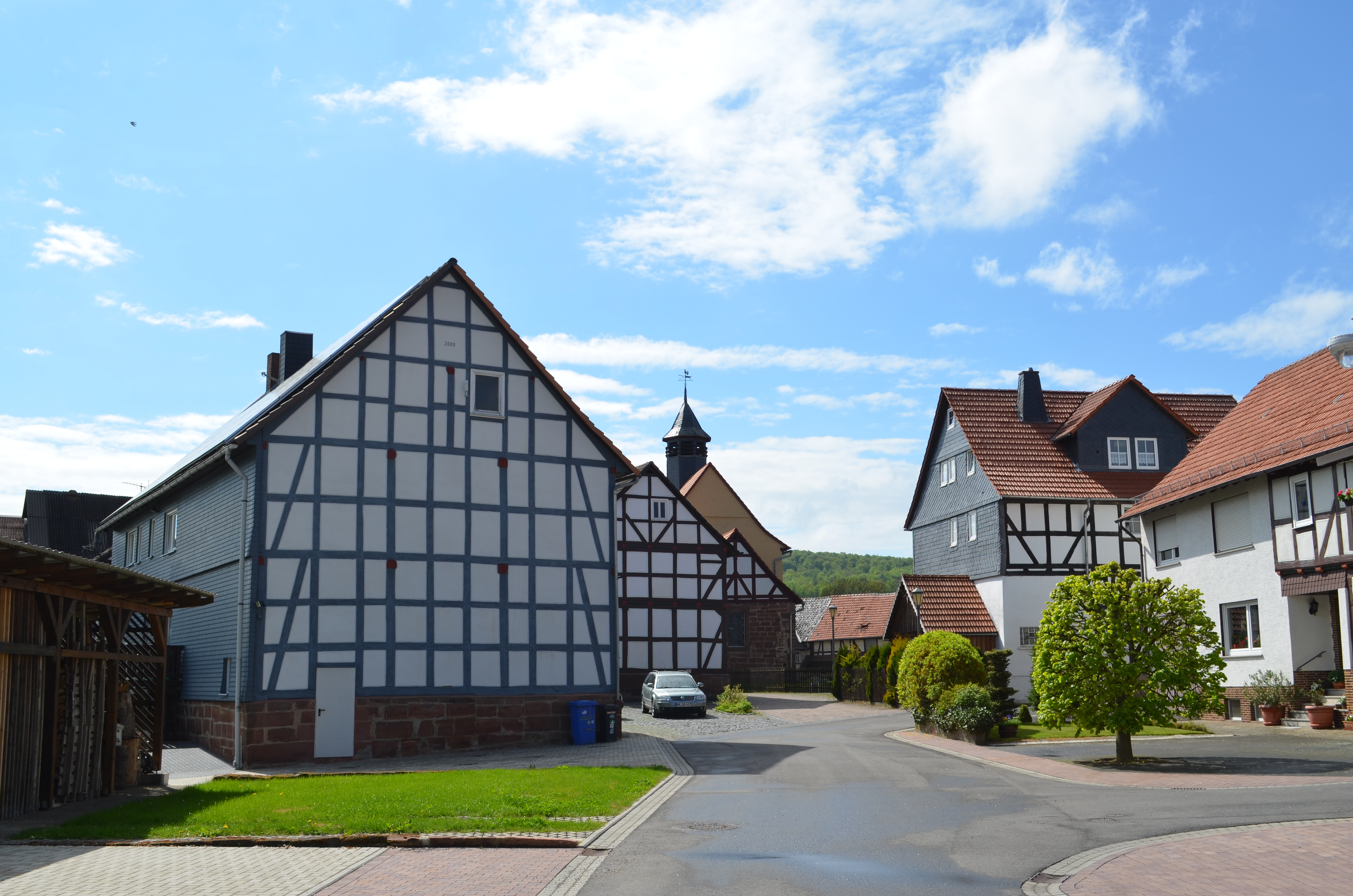
Fachwerkhaus Am Kirchrain
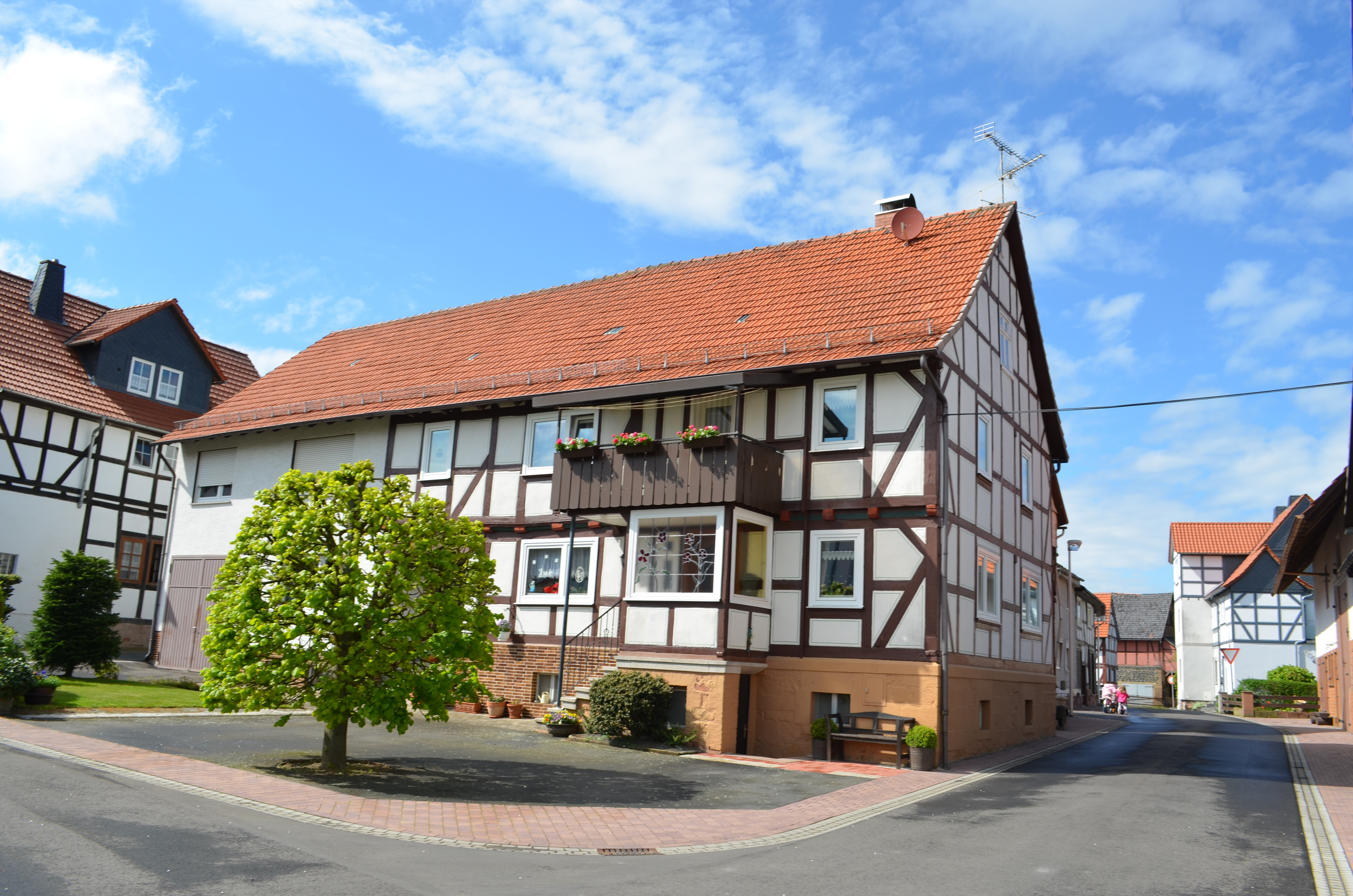
Fachwerkhaus Hintergasse 8
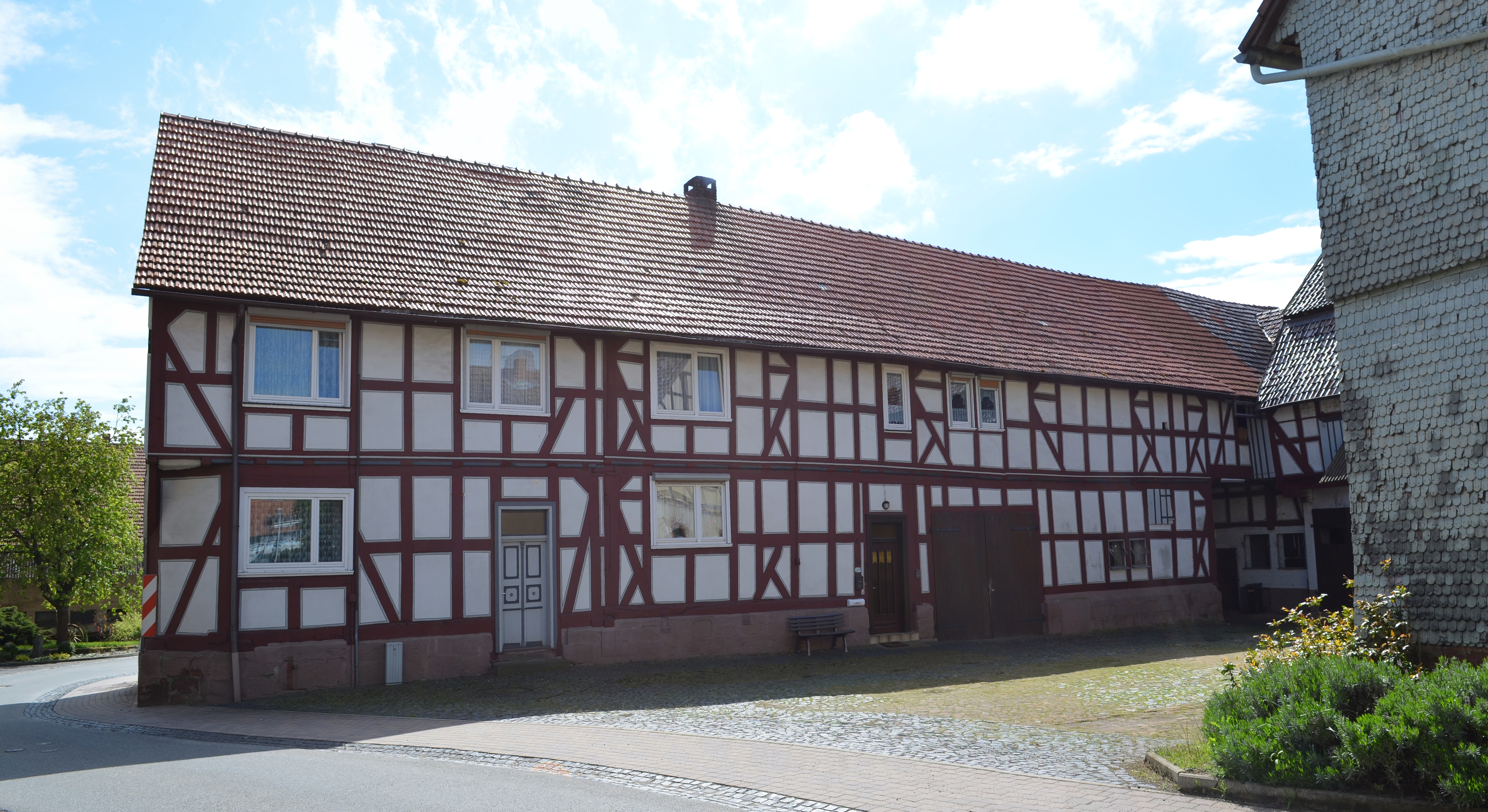
Fachwerkhaus An der Landsburg 7
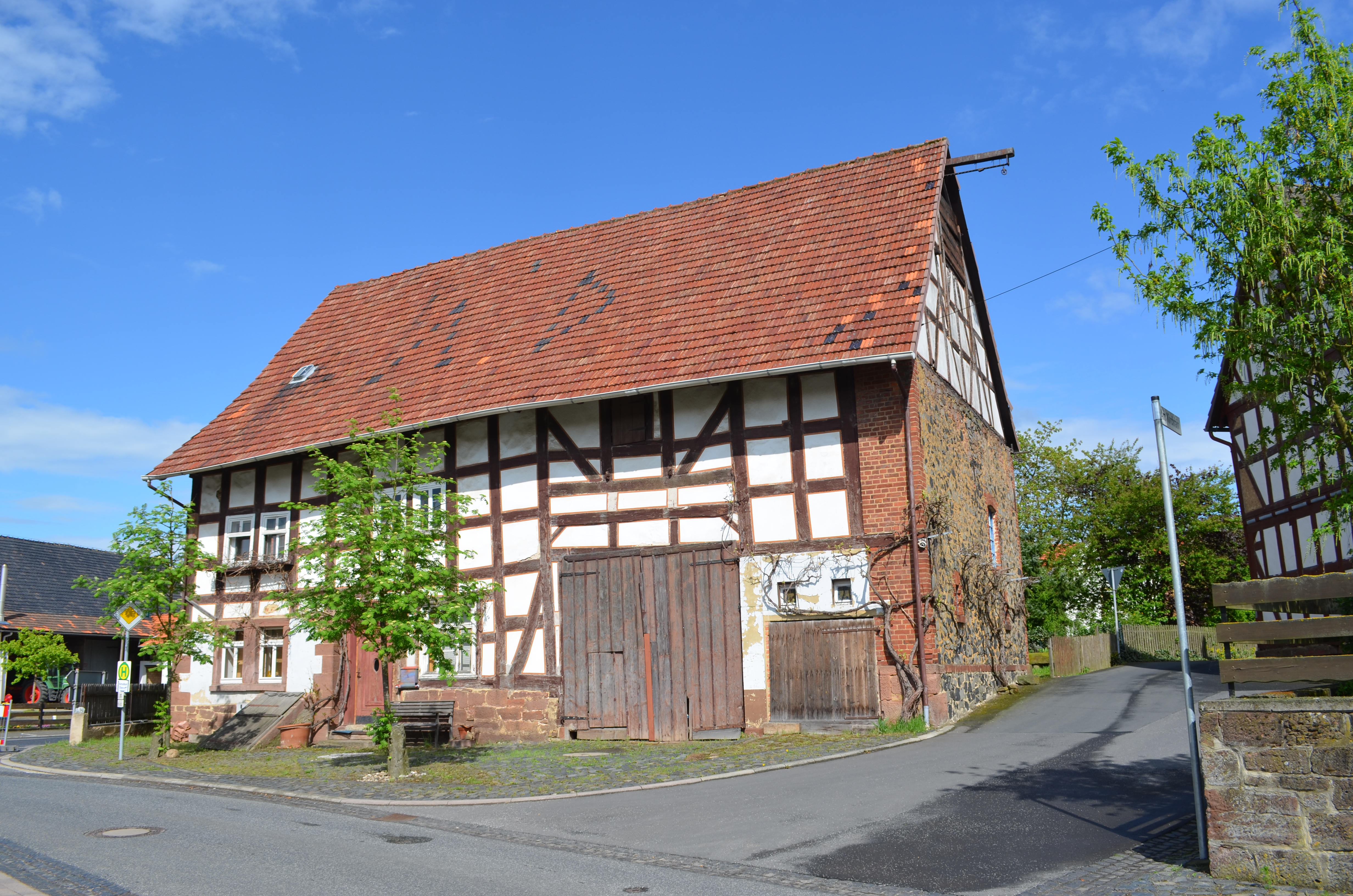
Fachwerkhaus An der Landsburg 6

Für die denkmalgeschützten Gebäude des Ortes siehe die Liste der Kulturdenkmäler in Michelsberg (Schwalmstadt).